# Kenta Komatsu
Kenta Komatsu (japanisch 小松 憲太 Komatsu Kenta; * 19. Januar 1988 in Shiojiri) ist ein ehemaliger japanischer Fußballspieler.

## Karriere
Komatsu erlernte das Fußballspielen in der Schulmannschaft der Musashi Institute of Technology Daini High School und der Universitätsmannschaft der Tokai-Gakuen-Universität. Seinen ersten Vertrag unterschrieb er 2010 bei Matsumoto Yamaga FC. Der Verein spielte in der dritthöchsten Liga des Landes, der Japan Football League. Am Ende der Saison 2011 stieg der Verein in die J2 League auf. 2014 wechselte er nach Thailand  zum Ayutthaya FC. Ende 2014 beendete er seine Karriere als Fußballspieler.